# Rádió-vevőkészülék

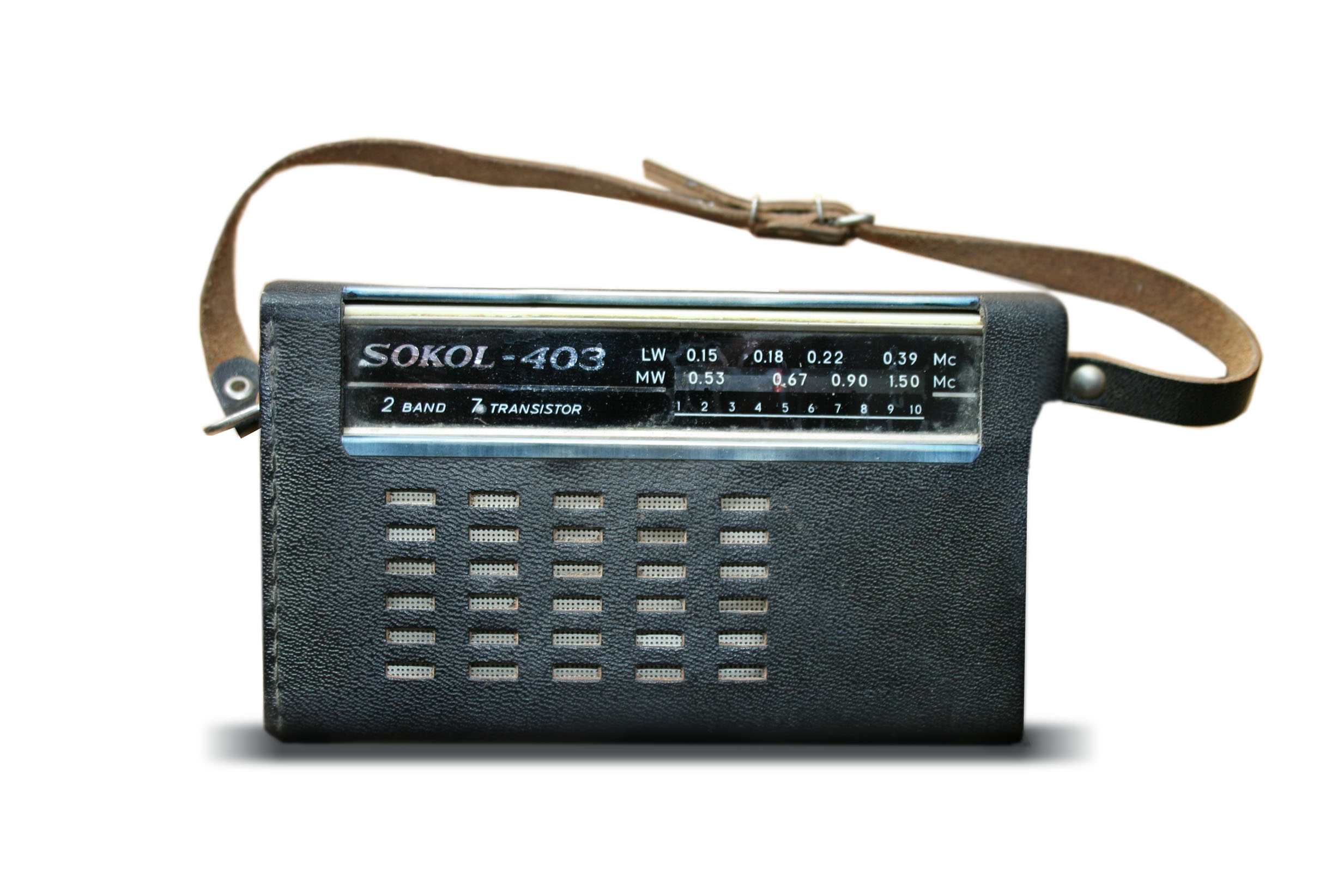
Hordozható rádió

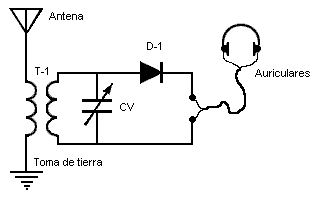
Detektoros rádió sémája

A rádió-vevőkészülék elektronikus készülék, amely a rádióállomások által sugárzott rádióhullámokat antennán keresztül képes venni és hanggá (vagy újabban: digitális adattá) visszaalakítani. A rádiós műsorszolgáltatók adásainak vételére alkalmas rádió-vevőkészülék neve a köznyelvben egyszerűen rádió.  A rádióamatőrök a vevő megnevezést is használják, hogy megkülönböztessék a rádióadótól.

## Története
A technikatörténet szerint az 1900-as évek elején még csak a szikratávírót ismerték. Ez a szerkezet információtovábbításra alkalmas volt, de hangot nem továbbított, ezért a mindennapi életben az emberek nem sok hasznát vehették. Az amplitúdómodulációt első ízben 1906-ban alkalmazták, amikor Reginald Fessenden több mint 300 kilométerre küldött vele zenét.

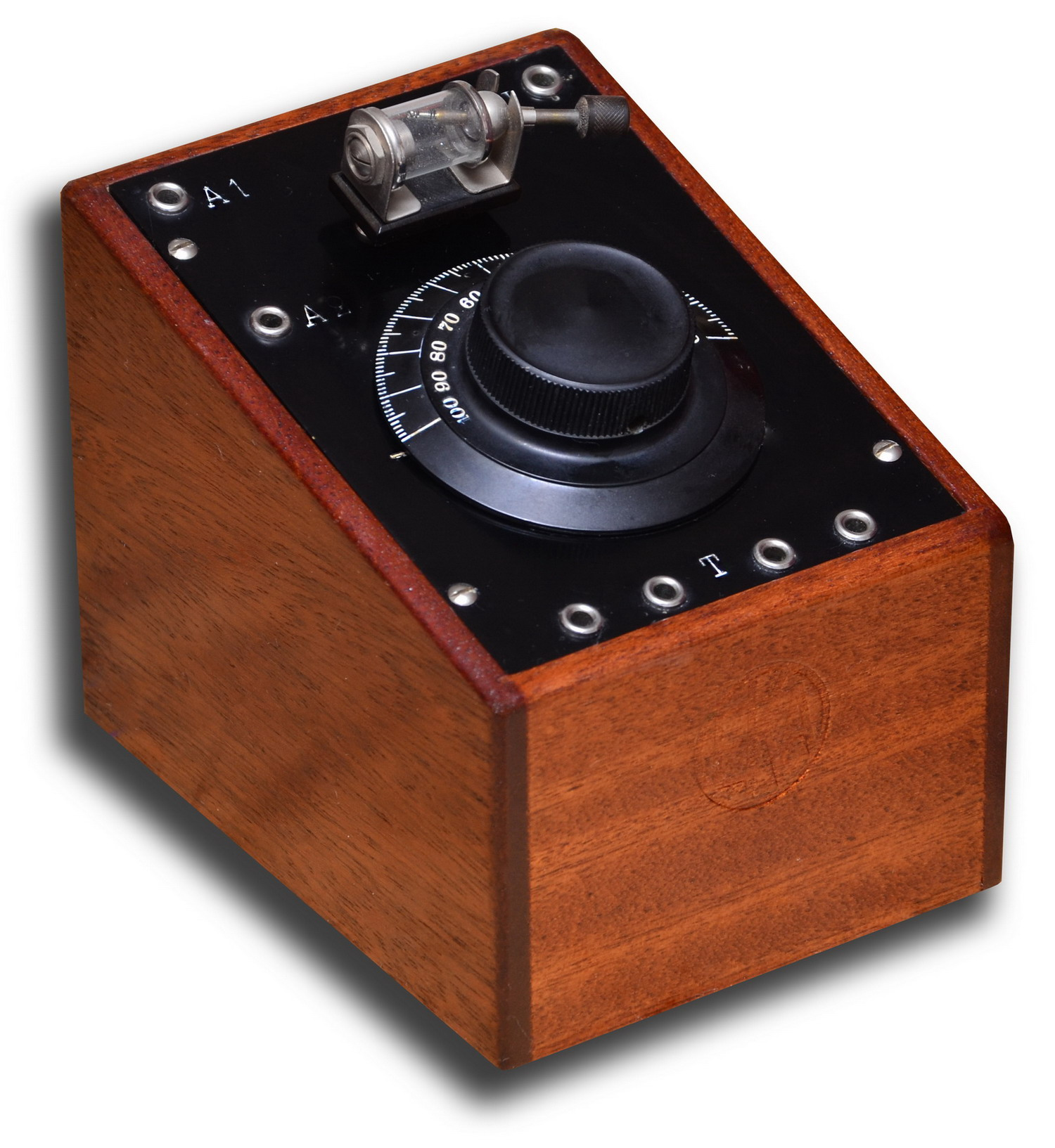
Magyar gyártmányú (EKA) detektoros készülék, 1925–30 körül

A húszas évek nagy áttörése az amplitúdómodulációs (AM) üzemmód, amelyet kezdetben detektoros rádió segítségével vettek, majd később 2–5 elektroncsövet („lámpát”) tartalmazó vevővel. A detektoros készülék előnye volt, hogy semmilyen erősítő elemet nem tartalmazott (antenna, egyenirányító, rezgőkör, fülhallgató), ráadásul külső tápfeszültséget sem igényelt. Hátránya volt viszont, hogy nagyméretű antennával is csak nagy térerősség mellett volt „élvezhető”, valamint igen csekély hangerőt adott, továbbá a szelektivitása igen rossznak bizonyult. Utóbbi problémát ezen időszakban az adók egymástól távoli helyezésével, illetve irányított antennákkal próbálták orvosolni (tekercsantennával, ahol a rezgőköri tekercs egyben antennaként is funkcionált). Tehették, mert igen kevés rádióadás volt ekkoriban.

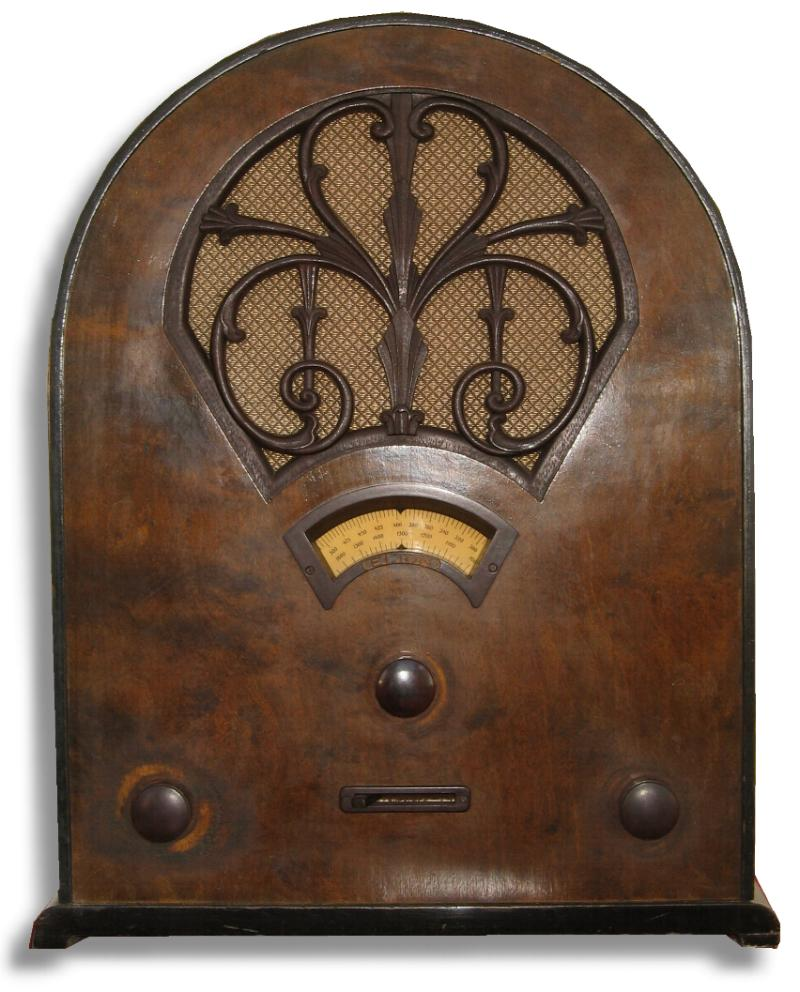
„Kápolnarádió”-stílusban épített készülék (Elton V23, Svédország, 30-as évek eleje)

Ahogy nőtt az igény a rádiós műsorvételre, úgy nőtt az élvezhető hangerőt biztosító és a több adó miatt egyre jobb szelektivitású rádiókészülékekre. Hamar meg is jelentek (a korábbi „egyenes”, és „visszacsatolt” készülékek után) a szuperheterodin vevőkészülékek, a „világvevők”, amelyek működése jó minőségű, állandó frekvenciára hangolt szűrőkörön alapult, és amelyek frekvenciájára – a középfrekvenciára – a rádió első fokozata keverte le a jelet.
Ezek a készülékek már két elektroncsővel készültek, melyeket később (1950-től) a sokkal kisebb méretű és egyre olcsóbb tranzisztorok váltottak föl. Napjainkban a méret, az áramfogyasztás és az ár csökkentése érdekében szinte kizárólag integrált áramkörös vevőkészülékeket gyártanak.
A félvezetők árának csökkenése alkatrészigényesebb, de jobb minőséget kínáló eljárások bevezetését hozta magával. Gyakorlatilag a tranzisztoros korszak beköszöntével terjedt el az FM, azaz a frekvenciamodulált üzemmód, amely az amerikai Edwin Armstrong nevéhez fűződik (1939) és a II. világháború után kezdett tért hódítani, ugyanis sokkal jobb minőséget kínált, mint az AM. Az FM-rendszerben (az amplitúdómodulációval ellentétben) a vivőfrekvencia időben nem állandó, hanem a moduláló frekvencia Y-amplitúdójának megfelelően változik. Ez nem okoz gondot, ha a vivőfrekvencia elegendően nagy, a változás (frekvencialöket) pedig nem haladja meg a 10 milliomod részt. (Ez az oka annak, hogy az FM-adók 100 MHz környékén vagy afölött működnek.) Ebből következően az FM sávszélességigénye sokkal nagyobb, ezért magasabb frekvenciasávot, az ún. URH-sávot osztották ki erre a célra.
A rádiós műsorszórásban a hosszú-, közép- és rövidhullámú sávokban az AM-rendszerű, míg az ultrarövidhullámú – 64–73 MHz-es (OIRT, azaz „keleti” norma, Magyarországon 2007. február 1. óta nem használatos), illetve a 87,5–108 MHz-es (CCIR, azaz „nyugati” norma) – sávokban az FM-rendszerű adásmód vált szabványossá.
Az integrált áramkörös rádióvevőkben a nyolcvanas évek végétől megjelent az RDS-szolgáltatás, amely az FM-rendszerű készülékeknél automatikus állomáskeresést és néhány egyéb kényelmi funkciót tesz lehetővé, pl. közlekedési információk, telefonszámok, alternatív frekvenciák megjelenítését.
A mai, korszerű rádiók alkalmasak mind az AM, mind az FM rendszerű adások vételére, de az RDS-szolgáltatást – bár egyre terjed – az olcsóbb készülékek ma sem tudják venni.
A tuner olyan rádió, amelyben nincs hangfrekvenciás végerősítő és hangszóró.
Rádióvevők vannak ma már a mobiltelefonokban, személyhívó, modell-távirányító rendszerekben, vezeték nélküli kapunyitókban, csengőkben, GPS-vevőkben és még sokféle modern készülékben.

## Rádióvevők fajtái

### Felhasznált elektronikus alkatrészek szerint

#### Detektoros
A detektoros vevő sajátossága, hogy a működéséhez szükséges összes energiát az antennából nyeri. A rádiófrekvenciás energia egy egyszerű demodulátoron (detektoron) keresztül egyenirányítódik, a vevő ezt a demodulált jelet szolgáltatja a kimenetén. Erős rádiófrekvenciás jel esetén a kimenő jel elegendő teljesítménnyel rendelkezik kisebb fogyasztók (pl. fejhallgató, LED stb.) közvetlen, erősítés nélküli meghajtásához.

#### Aktív (elektroncsövesvagyfélvezetős)
A vevőben aktív elektronikus alkatrészek erősítik fel a vett jelet, működtetéséhez tápfeszültség forrás (pl. hálózat, telep, akkumulátor) szükséges.

### Felépítés szerint

#### Egyenes
Két legfőbb építőeleme az aktív rádiófrekvenciás erősítő és a demodulátor. Előnye az egyszerű felépítése. Hátránya, hogy hangolhatósága és szelektivitása kölcsönösen kizárják egymást, mivel igen nehézkes több fokozaton keresztül a vevő folyamatos, pontos hangolását biztosítani.

#### Visszacsatolt (regeneratív)
Felépítésében megegyezik az egyenes vevővel, azonban a rádiófrekvenciás erősítőben pozitív visszacsatolást alkalmaznak, a jobb fokozaterősítés végett. Előnye a nagyobb fokozaterősítés és szelektivitás. Hátránya az instabil működés, működtetése és hangolása a visszacsatolás mértékének folyamatos kézi szabályozását kívánja.

#### Szuperregeneratív
A visszacsatolt (regeneratív) vevő továbbfejlesztett változata. Mivel a pozitív visszacsatolás erősen frekvenciafüggő, a visszacsatolt vevő hangolása folyamatos kézi utánállítást kíván maga után, megelőzendő az esetleges gerjedést valamint erősítés-gyengülést. A szuperregeneratív vevő ezen utánállítás szükségességét küszöböli ki, aként, hogy a fokozat egy önszabályzott, ciklikus ütemben kezd gerjedésbe, majd a gerjedés teljes kialakulása előtt az oszcilláció elhal. A ciklusosság egy alacsonyabb frekvencián megy végbe (ún. „squegging”). Előnye az egyszerű felépítés, elfogadható érzékenység és stabil működés. Hátránya főként az alacsonyabb frekvenciájú ciklusos működés miatti alacsony sávszélesség, illetve további rádiófrekvenciás erősítőfokozatok alkalmazása nem lehetséges, emiatt a vevő érzékenysége tovább nem növelhető. Egyszerűsége és megbízhatósága miatt napjainkban is használatos (pl. rádió-távirányításban és alacsony sávszélességű adatátvitelben).

#### Szuperheterodin (ismertebb nevén „szuper”)

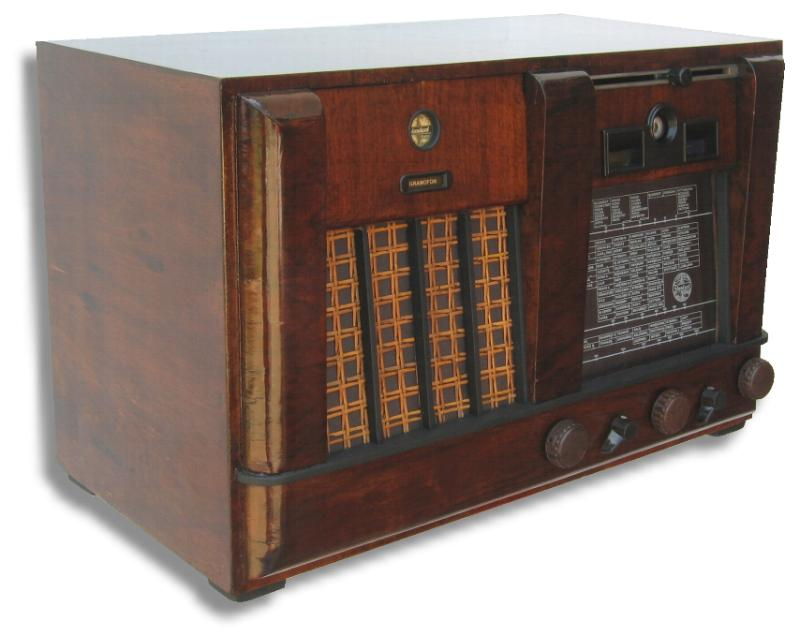
Magyar gyártmányú kilenccsöves csúcsszuper készülék (Standard – Szuper szuper 1055) 1939-ből

Legfőbb sajátossága a vett rádiófrekvenciás jel frekvenciájának konvertálása egy fix, ún. középfrekvenciára. A konvertálás az ún. keverés elvén történik, amikor is a vett rádiófrekvenciás jelet és egy másik, ismert frekvenciájú jelet (tipikusan helyi oszcillátorból) egy nem lineáris elektronikus áramkörön „összekevernek”, amely eljárás a két frekvencia összegével és különbségével megegyező frekvenciájú jelet eredményez. Ebből az egyik frekvenciájú jelet egy fixen hangolt rádiófrekvenciás (ún. középfrekvenciás) erősítőn keresztül tovább erősítenek, majd demodulálnak. Hangolása a helyi oszcillátor frekvenciájának állításával történik. Előnye, hogy a fixen hangolt középfrekvenciás erősítő alkalmazása miatt a vevő érzékenysége és szelektivitása tetszés szerinti mértékig növelhető, illetve tervezhető. Hátránya a bonyolult felépítése, illetve mivel a keverés melléktermékeként jelentkező második, „tükörfrekvencián” lévő rádióadó jele is megjelenik a vevő kimenetén, ezen frekvenciát a vevő bemenetén egy szűrő segítségével kell elnyomni, amely a vevő felépítését tovább bonyolítja. A legtöbb kereskedelemben kapható műsorvevő rádiókészülék szuperheterodin felépítésű.
- Többször konvertálás

A vevő különböző paramétereinek (szelektivitás, tükörszelelktivitás) javítása érdekében gyakran alkalmaznak többszöri konverziót, amikor is a rádiófrekvenciás jelet először egy „elsődleges” középfrekvenciára konvertálnak, majd megfelelő szelektivitás és erősítés elérése után egy második „keverő” fokozatban egy második helyi oszcillátor segítségével tovább konvertálnak egy „másodlagos” középfrekvenciára.

#### Szinkrodin
A szinkrodin vevő a szuperheterodin vevő egy speciális változata, amikor is a vett rádiófrekvenciás jelet azonos frekvenciájú jellel kevernek, amely a keverőfokozat kimenetén a moduláló információt eredményezi. Viszonylag egyszerű működési elve miatt a szinkrodin vevő könnyen implementálható szoftveresen vagy integrált áramkörön, emiatt ez a vevőfajta képezi az alapját minden modern digitális rádiókommunikációnak.

#### Digitális jelfeldolgozáson alapuló rádióvevők
A processzorok és az A/D D/A konverterek műveleti sebességének növekedése lehetőve tette, hogy a középfrekvenciás jelet, transzponált antennajelet, vagy a közvetlen antennajelet digitális jelfolyammá alakítsuk, és a demodulációt processzorral végezzük. A modulált jelből az A/D konverter digitális jelfolyamot képez, amit a processzor átalakít digitálisan kódolt hanggá, amit egy D/A konverter átalakít hangfrekvenciás jellé.

## Rádiós adásmódok
- Távíró, Morse
- Amplitúdómoduláció
- Frekvenciamoduláció
- Fázismoduláció
- Egy oldalsávos moduláció, (single side band, SSB)
- Kvadratúra moduláció

## A rádióműsorvevők jövője

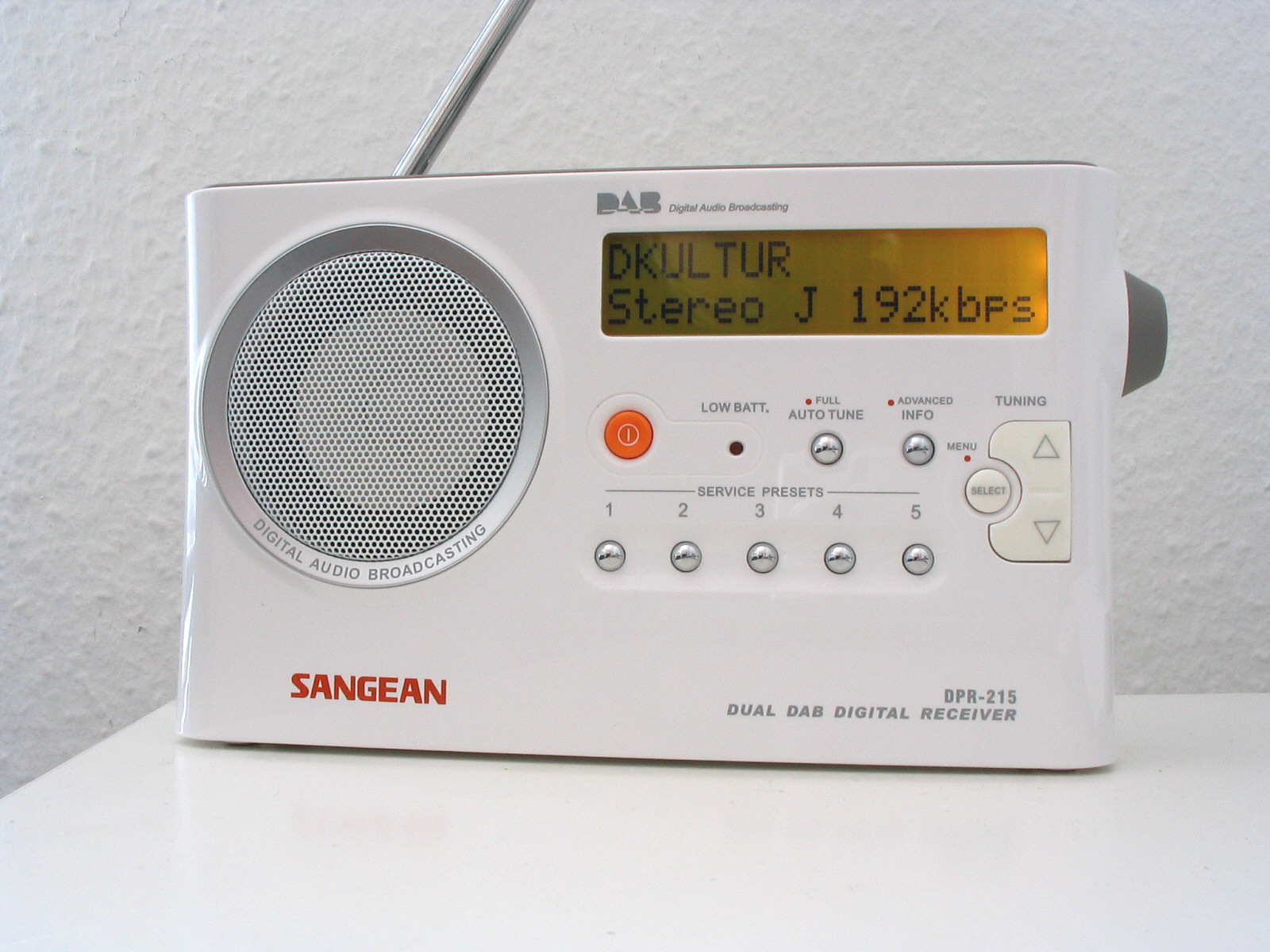
Digitális rádió-vevőkészülék

Az 1990-es évek elejétől egyre erősebben érződnek a digitális világ előnyei, ugyanakkor a digitális jelfeldolgozás technológiája sokat fejlődött, olcsó lett. Ezáltal két érdekes megoldás jelent meg az analóg rádiózás leváltására:
- Digital Audio Broadcasting (DAB) – CD minőségű hangtovábbítással az FM-rendszerű műsorszórást próbálják leváltani vele. Budapesten 1995. december elsejétől DAB, 2009. január 23-tól 2020. szeptember 5-ig DAB+ rendszerű sugárzás folyt a 11D csatornán (222,064 MHz-es frekvencia). A DAB rendszerű készülékekkel nem fogható a DAB+ rendszerű adás.[1]
- Digital Radio Mondiale (DRM)[2] – „FM-szerű” minőségben, nagy távolságból vehető AM-rendszerű műsorsugárzás leváltása a cél. Középhullámon és rövidhullámon is használható, anélkül, hogy a hagyományos műsorszórást zavarná. Magyarországon egy DRM+ rendszerű, 100 W-os adóval 2010. február 1. óta folynak kísérletek.[3] Európában a legalacsonyabb frekvenciájú DRM-adó 177 kHz-es (hosszúhullám) Oranienburgban; a legmagasabb 20 060 kHz-es, amely a Vatikánban működik.[4] A DRM-vétel lehetőségeiről a Műegyetemi Rádióklub tett közzé ismertetőt.[5]

Romániában az Ilfov megyei Țigănești-i rádióadó sugároz DRM módban a rövidhullámú tartományban 250 kW teljesítménnyel kínaiul, oroszul, németül, angolul, olaszul. Galbeni-ben szintén rövidhullámú műsorszórás folyik 300 kW teljesítménnyel angolul és franciául. Németország (Erlangen) és Bulgária (Kostinbrod) is a rövidhullámű sávot használja. Középhullámon Olaszország sugároz viszonylag nagy teljesítménnyel (50 kW) Milánóból.